# 2025年臺北燈節
2025臺北燈節（英語：2025 Taipei Lantern Festival）為在臺灣臺北市西門町一帶舉辦的臺北燈節，展期為2025年2月2日至2月16日，每日亮燈時間為17:00-22:00。本屆燈節的主燈位於中山堂 (臺北市)前面的廣場（主燈區），燈節全部的範圍從捷運北門站到西本願寺之中華路一段兩側，涵蓋北門站1號出口廣場、北門廣場，中山堂廣場、西門紅樓廣場及捷運西門站周邊等商圈。

## 展覽指標
- 臺北市市長蔣萬安於2025年1月7日於臺北市市政會議中說：2025年臺北燈節的「具體明確的指標就是要讓民眾開心的花錢、店家開心的賺錢，人潮帶來錢潮。」[2]

## 負責單位

### 主辦單位
- 臺北市政府
- 時任市長蔣萬安

### 承辦單位
- 臺北市政府觀光傳播局
- 時任局長王秋冬

### 策展人
- 劉治良

## 小提燈
- 2025年臺北燈節推出名為「台北小Q」的蛇年小提燈，燈身繪有臺北市地標、美食、花季。台北小Q可當作筆筒或存錢筒重複使用[3]。
- 2025臺北燈節小提燈由紙藝師洪新富創作設計而成[4]。
- 臺北市政府自從1997年開始為了擴大舉辦台北燈節，同年起每年發放以當年生肖為主題設計而成的小提燈。2018年，有民眾透過臺北市i-Voting平台發起不發放小提燈連署，共有1萬4538人支持，台北市於2019年起不再發放。有民眾向臺北市議員王欣儀[5]反應有小提燈才有燈節的感覺，王欣儀議員向臺北市政府反應後，臺北市政府重啟民調，獲得7成民調支持後，才又在2025年臺北燈節重新發放[6]。

## 中山堂展區（主燈區）
- 中山堂展區有Z1福蛇豆豆、Z2喜臨門、Z3翹首以盼、Z4扭轉乾坤、Z5歡迎光菱、Z6新春好彩頭、Z7花間小路、Z8迎春花廊、Z9六小福(送福)等燈飾。
- 中山堂展區內有舞台多元文化展演[7]。

### Z1福蛇豆豆
- 本屆主燈福蛇豆豆[8]，由臺北市副市長林奕華在具重要歷史意涵的中山堂前廣場為主燈揭幕。主燈是以「蛇來運轉」做為主題，視覺上呈獻祥雲圍繞福蛇的概念設計而成，以「圓滿、順利」的新年祝福帶給國內外觀燈者[9]。主燈高13公尺、寬10公尺，蛇的眼睛會轉動，身體會旋轉360度[10]，主燈秀時間為18:00～22:00，每半小時展演一次。

- 本屆主燈的圖案由塗鴉藝術家祁孟含（阿奈）以繽紛色彩與幾何圖案並結合在地文化來設計蛇身的圖騰[11]。
- 本屆主燈的音樂由音樂人林強 (1964年)為其量身打造專屬音樂[12]。
- 本屆主燈也邀請國內外藝術家一同設計，其中一位設計者是日本搖滾樂團GLAY的主唱TERU[13]。

### Z9六小福
送福燈組「六小福」以湯圓為外型來設計，分別象徵「財」、「旺」、「滿」、「吉」、「富」、「福」，工作人員會騎著六小福腳踏車與賞花燈的民眾見面。

## 北門展區
臺北府城北門展區有C1跳躍新春、C2北門友好燈區、C3一團美好、C4活力壯寶、C5北門競賽燈區。

### C1跳躍新春
- 中華路一段孝字號天橋上有臺北市萬華區福星國民小學的學生們與藝術家布雷克用上百顆燈籠組成的燈籠廊道[15]

### C2北門友好燈區
- 福盈濱松花滿開，燈藝師：藍永旗花燈藝術工房。
- 跟著奇比蛋暢遊福島!，燈藝師：藍永旗花燈藝術工房。
- 關島陸海空冒險運動 碧海藍天玩透透，燈藝師：陳祖榮。
- Powerful Daegu，燈藝師：陳祖榮。
- 慢遊笠間，燈藝師：陳祖榮。
- 2025大阪・關西世博會花燈，燈藝師：李青芸。
- 道後溫泉本館，燈藝師：陳祖榮。
- 印證三十載進程，台築三十年厚誼。印度台北協會ITA成立30週年，製作印證三十載進程，台築三十年厚誼花燈，該花燈包括「團結雕像」、「印度鐵道范德巴拉特列車」、「印度門」、「印度國會大廈」、「月船三號」與「莫特拉板球場」[16]，由燈藝師李冠毅 (燈藝師)製作。
- 聖克里斯多福及尼維斯獨立噴泉，燈藝師：黃文全。
- 冬日的台虎秋田小旅行，燈藝師：藍永旗花燈藝術工房。
- 松江市秋季風物詩「水燈路」，帆布製作：MITSUTORIHITOGI、燈籠製作：松江市・松江觀光協會。
- 燈映風華～和歌山物語，燈藝師：藍永旗花燈藝術工房。
- 宮城縣木偶娃娃，製作：宮城縣政府。
- 函館 金森紅磚倉庫，燈藝師：藍永旗花燈藝術工房。
- 弘前睡魔祭（正面圖：「馬超奮戰圖」 背面圖：「唐美人」），燈藝師：川村麗巴。

### C5北門競賽燈區
- 競賽燈區有大型主題花燈與小型主題花燈，大型主題花燈的運費提高到一萬伍仟元[17]。組別分為親子組、國小組、國中組、高中職組和、社會大專組和教師研習組所製作的花燈[18][19]。2025年臺北燈節的競賽燈區一共有49件作品參賽，其中包括21件大型主題燈座類與28件小型主題燈座類。此屆燈節評定有8件花燈作品獲得特優、10件優等、9件甲等、14件佳作與3件優勝獎項。臺北市政府教育局於2月14日星期五舉辦頒獎典禮，由臺北市政府副市長林奕華親自頒獎[20]。
- 2024年於臺北市立建成國民中學舉辦的【113學年度中小學教師民俗藝術花燈製作研習】，由林玉珠 (燈藝師)、莊雅婷、李冠毅 (燈藝師)、李青芸、錢劍秋擔任講師，教師們完成的花燈作品於2025年臺北燈節臺北府城北門展區內教師研習組展出[21]。

#### 教師研習組
- TA為初階班，TB為進階班[22]。

| 作品編號 | 作品名稱               | 作者任教學校         | 作者姓名 |
| -------- | ---------------------- | -------------------- | -------- |
| TA1      | 作品未完成，無法展出。 |                      |          |
| TA2      | 福蛇喜迎春             | 臺北市立景興國民中學 | 蕭雨潔   |
| TA3      | 蛇粲蓮花               | 臺北市立天母國民小學 | 彭翊凡   |
| TA4      | 蛇麼攏讚               | 信義國小             | 馮鈺棋   |
| TA5      | 乓出新生活             | 北政國中             | 王仰均   |
| TA6      | 靈蛇馱金               | 育達高中雙語國中部   | 徐敏菽   |
| TB1      | 蛇來運轉               | 臺北市立明湖國民中學 | 李秀卿   |
| TB2      | 年年有魚               | 臺北市立景美國民中學 | 柳玨安   |
| TB3      | 蛇飛蝶舞               | 九份國小             | 梁茂森   |
| TB4      | 年年有魚               |                      | 黃麟傑   |
| TB5      | 水漫金山恩深愛重       | 臺北市立士林國民中學 | 吳汶汶   |
| TB6      | 貓蝶戲春               | 蘭雅國小             | 林錦霞   |

## 中華路展區
中華路展區有B1台北留聲機、B2台北熊讚、B3城隍昇福平安橋、B5美好時光、B6台北好水、B7
夢想起飛 接棒未來、B8智慧好夥伴、B9點亮地球、B10好運超覆蓋、B11共創美好永續、B12
等待豐收的樹。

### B2台北熊讚
- 位於中華路一段有新年造型的熊讚燈組。

### B12等待豐收的樹
- 日本搖滾樂團主唱TERU特別創作「等待豐收的樹」燈組並將其帶來臺灣在2025年臺北燈節中展出。TERU以其家鄉日本函館為靈感來創作，該燈組作品的寓意為在困難環境中找到希望並迎來豐收[23]。

## 西門展區
西門展區有A1祈福燈林、A2開運光廊、A3皇翔如意賀新春、A4白蛇轉、A5祥蛇迎春、A6化龍點星永續共榮、A7富邦集團 奔向綠色、A8鑽轎腳、A9舉杯歡慶、A10變形金剛賀新年、A11五路財神迎蛇年。

### A8鑽轎腳
- 捷運西門站6號出口旁有台北天后宮的鑾轎燈飾〈鑽轎腳〉[24]

## 城市光廊
- 城市光廊有D1剝皮寮燈籠牆、D2張燈結彩好運到、D3年年有魚慶豐年、D4珠光寶氣賀新春、D5新春樂章喜氣融、D6食趣璀璨滿街香、D7彩霞之舞[25]。
- 台北市政府為了帶動週邊商圈的人潮，城市光廊已於2025年1月24日提前點亮[26]。

## 其他展區

### 2025年台北燈節佛光山燈區
- 2025年台北燈節佛光山燈區位於松山火車站南側交4廣場[27]。

## 評價
- 臺北市議員秦慧珠表示2025年臺北燈節展區破碎且缺少人氣話題[28]。

## 觀光巴士
- 台北市雙層觀光巴士於2025年臺北燈節期間推出賞燈專車，首班車在2月1日到2月16日，每天有三個班次，分別是晚上8點、8點30分、9點從台北車站發車，全程約1小時[29]。

## 交通

### 臺北捷運
- 松山新店線北門站
- 松山新店線西門站
- 板南線西門站

## 相關活動
- 由位於北門的臺北相機街和2025年臺北燈節官方共同舉辦的「2025台北燈節攝影比賽」，2025年2月2日開始徵件[30]，得獎作品將會擇件刊登在臺北捷運的廣告燈箱供乘客欣賞[31]。
- 2025年2月12日元宵節，來臺北燈節賞燈的人只要提著任一款小燈籠即可至展區內的四個服務台兌換限量湯圓[32]。

## 相關報導
- 由臺北市政府於2025年1月份發行的『臺北畫刊』專刊介紹2025年臺北燈節[33]。
- 中華人民共和國的上海市一共有14位燈藝師的參訪團來中華民國參觀2025年臺北燈節，已獲核准，預計2月13日抵台[34]。
- 臺北市環保局於17日指出2025年臺北燈節該局一共動員1,501人次清潔隊員與各式車輛332車次。於燈節期間(2月2日~16日)共計清理一般垃圾量50.113公噸，資源回收量2.27公噸[35]。

## 外部連結
- 官方网站